# Houston International
Lo Houston International, sino al 1991 Houston Dynamos è stata una società di calcio statunitense, con sede ad Houston.

## Storia
Fondata nel 1983 come Houston Dynamos, la franchigia si affiliò alla United Soccer League, la seconda serie nordamericana. Nella prima stagione giocata, la USL 1984, la franchigia giunse al secondo posto. Il dynamos José França "Neto" fu il capocannoniere del torneo.
L'anno dopo e quello successivo il club non si iscrisse a nessun campionato, limitandosi ad alcuni incontri di esibizione. 
Nel 1987 la franchigia fu tra le promotrici della Lone Star Soccer Alliance che coinvolgeva club texani e di alcuni stati vicini. 
Nelle prime due stagioni della LSSA giunse secondo. Nel 1991 il sodalizio assunse il nome di Houston International che chiuse l'attività al termine della stagione.
Nel 2005 viene fondato una quasi omonima franchigia, iscritta alla Major League Soccer, lo Houston Dynamo.

## Palmarès

### Altri piazzamenti
- United Soccer League (1984):

Finalista: 1984
- Lone Star Soccer Alliance:

Finalista: 1987, 1988